# Ctenochira breviseta
Ctenochira breviseta là một loài tò vò trong họ Ichneumonidae.